# Augsburger Allgemeine

L'Augsburger Allgemeine est un quotidien allemand fondé en 1945.
Antérieurement l''Augsburger Allgemeine Zeitung fut un grand quotidien libéral d'Allemagne du Sud de 1807 à 1882, propriété du baron Cotta.